# Red (язык программирования)
Red — императивный и функциональный язык представленный в 2011 году французским программистом Ненадом Ракоцевичем. Его синтаксис унаследован от интерпретируемого языка программирования REBOL, представленного в 1997 году. Создание Red направлено на преодоление некоторых ограничений языка REBOL, в результате чего Red является, по словам создателя языка, «языком полного стека». 
Цели, заявленные разработчиком в 2011 году: простота, компактность, скорость, «экологичность» (экономия ресурсов), «вездесущность» (повсеместное распространение), переносимость, гибкость.

## Применение
Red может использоваться как для высокоуровневого предметно-ориентированного программирования и создания графических интерфейсов, так и для низкоуровневого программирования операционных систем и драйверов.